# Lenguas judeo-italianas
Las lenguas judeo-italianas son las variedades lingüísticas romances utilizadas entre los siglos X y XX en Italia y Corfú. Se habló principalmente entre los siglos X y XVII en Roma y en zonas urbanas del centro y norte de Italia, principalmente en Livorno, así como en la isla de Corfú, Grecia.

## El término "judeo-italiano"
El tipo glosónimo giudeo-italiano es de acuñación académica y relativamente tardía. En inglés, Judæo-Italian fue utilizado por primera vez por Lazaro Belleli en 1904 para su artículo Judæo-Greek and Judæo-Italian en la enciclopedia judía (Jewish Encyclopedia) (vol. 7, 310-313), en el que describía las lenguas de los judíos de Corfú. En italiano, Giuseppe Cammeo se refirió a un Gergo giudaico-italiano en su artículo de 1909 Studj dialettali (Vessillo Israelitico 57 (1909); el término aparece primeramente en la p. 169). Ese mismo año, Umberto Cassuto empleó el término de giudeo-italiano, como se ve en el siguiente fragmento de su obra:
Infatti, mentre è universalmente nota l’esistenza di un dialetto giudeo-tedesco, quasi nessuno sospetta oltr’alpe che gli ebrei italiani abbiano pure, o almeno abbiano avuto, non dirò un loro dialetto, ma almeno una loro parlata con peculiarie caratteri. Certo, prácticamente l’importanza di essa, limitata all’uso quotidiano di poche migliaia di persone, è pressochè nulla di fronte a quella del giudeo-tedesco, il quale è parlato da milioni di individui che bene spesso non conoscono altra lingua, ed ha una propria letteratura, un proprio giornalismo. un proprio teatro, sì da assumere quasi l’importanza di una vera e propria lingua a sè … è pressochè nulla, se si vuole, anche a paragone di altri dialetti giudaici, del giudeo-spagnuolo ad esempio, che sono più o meno usati letterariamente; è vero tutto questo, ma dal punto di vista lingüístico tanto vale il giudeo-tedesco, quanto il giudeo-italiano, se così vogliamo chiamarlo, giacchè di fronte alla scienza glottologica le varie forme del parlare umano hanno importanza di per sè e non per il número di persone che le usano o per le forme d’arte in cui vengono adoperate. Piuttosto, una notevole differenza fra il giudeo-tedesco e il giudeo-italiano, che ha valore anche per il riguardo scientifico, è che, mentre quello è tanto diverso dalla lingua tedesca da costituire un dialetto a sè stante, questo invece non è essenzialmente una cosa diversa dalla lingua d’Italia, o dai singoli dialetti delle varie provincie d’Italia …  ; 256: … era naturale che il gergo giudeo-italiano in breve volger di tempo sparisse… (Umberto Cassuto “Parlata ebraica.” Vessillo Israelitico 57 (1909): 255-256)

## Otras denominaciones
- Históricamente, los italo-judíos se referían a sus lenguas vernáculas como "La`az" (לעז), en hebreo "lengua extranjera" (i.e., específicamente, "lengua no hebrea"). El rito italo-judío es a menudo conocido como minhag ha-lo'azim, y los lingüistas usan lo'ez como una descripción de palabras de origen romance en yiddish. Esto puede guardar conexión con el uso germánico de la palabra wälsch (literalmente, "extranjero" o "extranjera") para aludir a los pueblos romances y sus lenguas (como en "Welsh", "Walloon" y "Wallachian"): la escritura hebrea italiana (y sefarda) para los pergaminos de Torá se conoce como "Velsh" o "Veilish".
- En 1587, David de Pomi usa la palabra "italiano" en referencia a las glosas italianas en su diccionario trilingüe. El título hebreo del Haggadah de Venecia de 1609 utiliza la palabra "italiano" para la traducción de Leone Modena (u-fitrono bi-leshon iṭalyano ופתרונו בלשון איטליאנו).
- Otras descripciones históricas son "latino" y "volgare", cada uno de los cuales fueron empleados con frecuencia en la Edad Media para referirse al italiano en general.
- Luego de que la institución del Gueto volcara a las comunidades judías a lo largo de Italia a la segregación, el término ghettaiolo fue identificado con las variedades judías locales de dialectos regionales.
- Otro tipo de nombre nativo es giudeesco (ej: Judeo-florentino iodiesco; < *IUDÆĬSCU[M], o una asimilación del hiato /aˈe/ *giudaesco < *IUDAĬSCU[M]).
- El neologismo italkian fue acuñado en 1942 por Solomon Birnbaum (véase Referencias), quien modeló la palabra sobre el adjetivo hebreo moderno ית-/אטלקי italki (t), “italiano”, a partir del adjetivo del hebreo medio איטלקי (< ITALICU[M]), “itálico”, “romano”.

## Dialectos
Los dialectos regionales del judeo-italiano (ghettaioli giudeeschi), incluyen:
- Judeo-ferrino (giudeo-ferrarese) de Ferrara
- Judeo-florentino (giudeo-fiorentino, iodiesco) de Florencia
- Judeo-mantuano (giudeo-mantovano) de Mantua
- Judeo-modenés (giudeo-modenese) de Módena
- Judeo-piamontés (giudeo-piemontese) de la región de Piamonte
- Judeo-regiano (giudeo-reggiano) de la región de Reggio Emilia en Emilia-Romagna
- Judeo-romano (giudeo-romanesco) de Roma
- Judeo-veneciano (giudeo-veneziano) de Venecia.

También
- Bagitto (giudeo-livornese) de Livorno (incluye elementos del ladino y del portugués)

Por lo menos dos variedades judeo-italianas, basadas en el siciliano y el veneciano, se usaban en Corfú. (enlace roto disponible en Internet Archive; véase el historial, la primera versión y la última).

## Características
Todas las variedades habladas usan una combinación única (entre las lenguas judías) de raíces verbales hebreas con conjugaciones italianas (ej., "axlare", comer; "gannaviare", robar; "dabberare", hablar; "lekhtire", ir). De forma similar hay sustantivos abstractos como "tovezza", bondad.
También son comunes las incorporaciones léxicas del hebreo, particularmente aquellas aplicadas a la vida cotidiana. Además se incorporaron términos de otras lenguas judías como el yiddish y el ladino.
El bagitto, un dialecto de Livorno (Leghorn), es especialmente rico en préstamos lingüísticos a partir del Idioma judeoespañol el judeoportugués.
Cassuto sostenía que muchos dialectos judeo-italianos reflejan el dialecto italiano de lugares más próximos al sur, ya que desde la expulsión de los judíos del Reino de Nápoles, el rumbo migratorio judío se ha dirigido en dirección hacia el norte de Italia.

## Número de hablantes
Menos de 4000 personas poseen hoy en día un conocimiento básico del italkian, y de ellos, solo una reducida cifra puede hablar el lenguaje de una forma fluida.

## Biblioteca del Congreso/Información ISO
"Italkian" no es usado por la Biblioteca del Congreso como una materia relevante, y ni siquiera figura como una referencia del judeo-italiano. El tema autorizado es "lengua judeo-italiana". Los encabezados son:
- Lengua judeo-italiana: Glosarios, vocabularios, etc.
- Lengua judeo-italiana: Gramática.
- Lengua judeo-italiana: Glosarios de Livorno (Italia), vocabularios, etc.
- Lengua judeo-italiana: Textos.

La materia de referencia es: dialecto judeo-italiano. LC-MARC emplea los siguientes códigos lingüísticos:
Código colectivo judeo-italiano asignado [ita] (italiano).
Esto se encuentra en conformidad con el código lingüístico de la International Organization for Standardization (Organización Internacional de Estándares) ISO 639-2 (roa).